# Union Démocratique Centrafricain
De Union Démocratique Centrafricain (Democratische Unie van Centraal-Afrika), was een politieke partij in de Centraal-Afrikaanse Republiek die half maart 1980 door president David Dacko opgericht werd als opvolger van de MESAN (Beweging voor de Sociale Evolutie van de Zwarte Afrikanen), een in de jaren '50 opgerichte partij die echter een slechte naam had gekregen in de jaren '60 en de jaren '70. Totdat op 1 februari 1981 de nieuwe grondwet van de Centraal-Afrikaanse Republiek per referendum werd aanvaard, bleef de UDC de enige toegestane partij.
Bij de semidemocratische presidentsverkiezingen van 20 maart 1981 behaalde de UDC-kandidaat, de zittende president David Dacko, iets meer dan 50% van de stemmen en werd zo tot president van de republiek gekozen. Dacko bezat echter geen werkelijke macht, want hij leunde sterk op de Franse militaire missie in de Centraal-Afrikaanse Republiek.
In augustus 1981 riep president Dacko de hulp in van het leger om onlusten in de hoofdstad Bangui te onderdrukken. Generaal André Kolingba maakte van de situatie gebruik en greep de macht. Hij ontbond de UDC en nam het presidentschap over.

## Verwijzingen
1. ↑  Historie de la RCA 2: La Centrafrique contemporaine
2. ↑  Red. Winkler Prins: Winkler Prins Encyclopedisch Jaarboek 1981, Elsevier A'dam / Brussel 1981, p. 84